# Montesquieu (Hérault)
Montesquieu è un comune francese di 62 abitanti situato nel dipartimento dell'Hérault nella regione dell'Occitania.

## Società

### Evoluzione demografica
Abitanti censiti